# Towerrining Lake
Towerrining Lake är en sjö i Australien. Den ligger i delstaten Western Australia, omkring 200 kilometer sydost om delstatshuvudstaden Perth. Towerrining Lake ligger 220 meter över havet. Arean är 1,9 kvadratkilometer. Den sträcker sig 1,7 kilometer i nord-sydlig riktning, och 1,9 kilometer i öst-västlig riktning.
Trakten runt Towerrining Lake består till största delen av jordbruksmark. Trakten runt Towerrining Lake är nära nog obefolkad, med mindre än två invånare per kvadratkilometer. Genomsnittlig årsnederbörd är 739 millimeter. Den regnigaste månaden är september, med i genomsnitt 141 mm nederbörd, och den torraste är februari, med 7 mm nederbörd.